# 小林豊 (作家)
小林豊（こばやし ゆたか、1925年5月9日- ）は、日本の放送作家。

## 人物・来歴
大阪府泉佐野市生まれ。大阪外国語大学ドイツ語科卒。放送作家として朝日放送テレビ「味をたずねて」、FM大阪「うまいものあれこれ」などを担当。大阪樟蔭女子大学非常勤講師。

## 著書
- 『ふるさとの味 近畿』保育社 (カラーブックス)1973
- 『話題を豊富にすることばの事典』むさし書房 1974
- 『若い女性のための愛と人生の名言集』むさし書房 1972
- 『橋の旅』白川書院 1976
- 『新編反対語辞典』編 むさし書房 1976
- 『説話のなかの民衆像』1980 (三省堂選書
- 『近代文学に学ぶ 女性のための50編』法律文化社 1981
- 『学生反対語辞典 便利で使いやすい』編 むさし書房 1987
- 『民謡の心を求めて 考え方とうたい方』小林豊 1986
- 『大阪と近代文学』法律文化社 1989
- 『学生反対語活用辞典』むさし書房 1994